# كريستوف راسوفسكي
كريستوف راسوفسكي (بالمجرية: Rasovszky Kristóf)‏ (مواليد 27 مارس 1997) هو سبّاح مجري، مثّل بلاده في الألعاب الأولمبية الصيفية 2016.

## روابط خارجية
كريستوف راسوفسكي على موقع الاتحاد الدولي للسباحة (الإنجليزية)
- كريستوف راسوفسكي على موقع SwimRankings.net (الإنجليزية)
- كريستوف راسوفسكي على موقع اللجنة الأولمبية الدولية (الإنجليزية)
- كريستوف راسوفسكي على موقع أوليمبيديا (الإنجليزية)